# Вагон
Железопътен вагон (от англ. wagon – каруца; прототип е малък сандък, който се движи по дървени релси в рудодобивни мини) е железопътно превозно средство, част от подвижния железопътен състав.
Проектиран е да превозва товари или пътници и съответно е оборудван с принадлежности за превоз и за включването му във влакова композиция.

## Класификация
Вагоните се различават по броя на колоосите (осите) – произвеждат се 2, 4, 6, 8, 12 и 16-осни, според устройството на ходовата част – талижни и неталижни. Основните параметри, които характеризират вагона са: товароподемност, собствена маса на вагона (тара), осово натоварване, натоварване на 1 м път (линейно натоварване).

### Пътнически вагони
Пътническите вагони са предназначени за превозване на пътници. Те могат да са с купета, плацкартни, автобусни.

### Товарни вагони
Товарните вагони са предназначени за превоз на товари.
В българските железници се използват следните типове вагони:
- Hbbinss – покрит двуосен вагон за палетизирани товари с плъзгащи се врати;
- Gbs – покрит двуосен товарен вагон;
- Gabs – покрит четириосен товарен вагон, за превоз на пакетирани и други товари, изискващи защита от атмосферни влияния, с изключение на животни и насипни товари;
- Rgs – контейровоз четириосен. В пода са монтирани приспособления за закрепване на контейнери;
- Res – платформен четириосен вагон за дълги товари;
- Smmps – платформен четириосен вагон за тежки товари, използван главно за пренасяне на метални изделия или тежки верижни машини;
- Eas – четириосен товарен вагон с глух под, използван за превоз на насипни материали;
- Eamnos – открит товарен четириосен вагон за превоз на руди;
- Fals – саморазтоварващ се четириосен вагон със седловиден под, най-вече за въглища и кокс;
- 'Zas – вагон цистерна, използван за превоз на нефтопродукти;
- Iaeghis – хладилен вагон за пренос на бързоразвалящи се стоки, температури от 14 °C до -20 °C;
- Uacs – четириосен циментовоз;
- Uagpps – четириосен зърновоз за превоз на зърнени и гранулирани насипни товари, влияещи се от атмосферните условия;
- Eaos – четириосен открит товарен вагон за насипни товари, пакетирани стоки и други;